# Geezer Butler
Terence Michael Joseph "Geezer" Butler (n. Aston, Birmingham, Anglaterra; 17 juliol 1949) és un  baixista anglès, cèlebre per formar part de la banda de heavy metal Black Sabbath, a la qual va posar el seu nom definitiu. Es va basar a veure quanta gent pagava per veure pel·lícules de terror, suposant que guanyarien molts diners fent música de terror; més aviat, amb un ambient tètric i la música de Black Sabbath, faria por.
El 1984 s'allunya de Black Sabbath, formant la Geezer Butler Band, d'escassa durada, per després formar part del projecte solista de Ozzy Osbourne, en la gira de No Rest For The Wicked, incloent les presentacions al Moscou Peace Festival de 1989, d'aquelles gires s'obté el disc Just Say Ozzy, el 1995 grava el disc Ozzmosis. L'any 1992 reformen la segona gran formació de Black Sabbath per gravar Dehumanizer al costat de Tony Iommi, Dio i Appice. La mateixa formació va ser reeditada sota el nom Heaven and Hell en 2007, i treu l'àlbum The Devil You Know. La banda es manté unida fins a la defunció de Ronnie James Dio el 16 de maig de 2010.
Posseeix una singular forma d'executar el seu instrument, que ha estat de gran influència per a altres músics d'aquest estil com Steve Harris d'Iron Maiden o el difunt Cliff Burton de Metallica.
Ha publicat tres discos en solitari en el grup que es diu g/z/r o geezer: Plastic Planet el 1995, Black Science el 1997 i Ohmwork el 2005.
Butler va rebre el sobrenom de "Geezer" aproximadament als vuit anys, va comentar en una ocasió. "Jo solia dir a tothom Geezer a l'escola". "Va ser només un terme per cridar a una persona". "Ja saps, com als Estats Units es diu Guy". "A Anglaterra, el terme és Bloke o Geezer". "Solia anomenar a tothom Geezer i després, finalment tothom va començar a dir-me Geezer".